# Услугина, Ирина Андреевна
Ирина Андреевна Услугина (урождённая Трусова; род. 10 июня 1988, Соликамск, Пермская область) — российская биатлонистка, член сборной команды России по биатлону, бронзовый призёр Чемпионата России по биатлону 2015 года в масс-старте и чемпионка в суперспринте, не входящем в программу крупнейших биатлонных соревнований. Двукратный бронзовый призёр чемпионата России 2017 года в спринте и преследовании. Чемпионка России 2017 в индивидуальной гонке.

## Биография
Занималась лыжными гонками, в сезоне 2007/2008 участвовала в Кубке Восточной Европы по лыжам в составе сборной России.
В 2008 году перешла в биатлон. Изначально Ирина намеревалась перебраться в Екатеринбург, но поехала тренироваться в Тюмень под началом Леонида Гурьева. До прихода в биатлон тренером была её мама Трусова Елена Владимировна. В конце сезона 2013/2014 перенесла операцию на сердце.
В сезоне 2014/2015 выиграла Кубок страны. В этом же сезоне стала двукратной победительницей чемпионата России (суперспринт и командная гонка) и трёхкратным бронзовым призёром (масс-старт, марафон и патрульная гонка).
4 апреля 2018 года в Ханты-Мансийске, Ирина заняла третье место в масс-старте на чемпионате России по биатлону.
10 июня 2018 спортсменка завершила карьеру.

### Личная жизнь
24 апреля 2015 года Ирина вышла замуж. Свадьбу сыграли в Санкт-Петербурге — родном городе жениха. Избранником Ирины стал некий Сергей, с которым до этого девушка встречалась около двух лет. После замужества поменяла фамилию.

## Международный уровень

### Чемпионат Европы
В 2011 году принимала участие в чемпионате Европы в Риднауне, среди спортсменов до 26 лет. На соревнованиях Трусова заняла 27-е место в спринте, 15-е в гонке преследования и 31-е в индивидуальной гонке.

### Кубок IBU
На международном уровне Ирина Трусова дебютировала в сезоне 2012/2013 на кубке IBU в Канморе, став в одной из гонок 4-й. В сезоне 2014/2015 выиграла спринт в Душники-Здруй.

### Кубок мира
Дебютировала в кубке мира 2014/2015 года в спринтерской гонке в Рупольдинге 16 января 2015 года, заняв 32 место. Лучший результат этого сезона — 30 место. Этот результат был лучшим в карьере до 15 января 2017 года, когда в гонке преследования, стартовав 34-й, она заняла 22 позицию.
Лучший результат сезона 2017/2018 показан Услугиной в гонке преследования в Тюмени — 9 место.

### Чемпионат мира 2017
В спринтерской гонке 10 февраля заняла 15 место.

## Результаты выступлений в Кубке мира
| 2017/2018 Итоги | 2017/2018 Итоги | Эстерсунд | Эстерсунд | Эстерсунд | Эстерсунд | Эстерсунд | Хохфильцен | Хохфильцен | Хохфильцен | Анси | Анси | Анси | Оберхоф | Оберхоф | Оберхоф | Рупольдинг | Рупольдинг | Рупольдинг | Антхольц | Антхольц | Антхольц | ОИ Пхёнчхан | ОИ Пхёнчхан | ОИ Пхёнчхан | ОИ Пхёнчхан | ОИ Пхёнчхан | ОИ Пхёнчхан | Контиолахти | Контиолахти | Контиолахти | Контиолахти | Холменколлен | Холменколлен | Холменколлен | Тюмень | Тюмень | Тюмень |
| Очков           | Место           | Сусм      | См        | Инд       | Спр       | Пр        | Спр        | Пр         | Эст        | Спр  | Пр   | МС   | Спр     | Пр      | Эст     | Инд        | Эст        | МС         | Спр      | Пр       | МС       | Спр         | Пр          | Инд         | МС          | См          | Эст         | Спр         | Сусм        | См          | МС          | Спр          | Эст          | Пр           | Спр    | Пр     | МС     |
| 74              | 57              | —         | —         | —         | —         | —         | —          | —          | —          | —    | —    | —    | —       | —       | —       | 38         | 7          | —          | 42       | 42       | —        | —           | —           | —           | —           | —           | —           | —           | —           | —           | —           | —            | —            | —            | 22     | 9      | 21     |

| 2016/2017 Итоги | 2016/2017 Итоги | Эстерсунд | Эстерсунд | Эстерсунд | Эстерсунд | Эстерсунд | Поклюка | Поклюка | Поклюка | Нове-Место | Нове-Место | Нове-Место | Оберхоф | Оберхоф | Оберхоф | Рупольдинг | Рупольдинг | Рупольдинг | Антхольц | Антхольц | Антхольц | ЧМ Хохфильцен | ЧМ Хохфильцен | ЧМ Хохфильцен | ЧМ Хохфильцен | ЧМ Хохфильцен | ЧМ Хохфильцен | Пхёнчхан | Пхёнчхан | Пхёнчхан | Контиолахти | Контиолахти | Контиолахти | Контиолахти | Холменколлен | Холменколлен | Холменколлен |
| Очков           | Место           | Сусм      | См        | Инд       | Спр       | Пр        | Спр     | Пр      | Эст     | Спр        | Пр         | МС         | Спр     | Пр      | МС      | Эст        | Спр        | Пр         | Инд      | МС       | Эст      | См            | Спр           | Пр            | Инд           | Эст           | МС            | Спр      | Пр       | Эст      | Спр         | Пр          | Сусм        | См          | Спр          | Пр           | МС           |
| 78              | 58              | —         | —         | —         | —         | —         | —       | —       | —       | —          | —          | —          | 43      | 33      | —       | —          | 34         | 22         | 70       | —        | —        | —             | 15            | 39            | —             | —             | —             | 37       | 54       | 12       | 40          | 32          | —           | —           | 39           | 55           | —            |

| 2014/2015 Итоги | 2014/2015 Итоги | Эстерсунд | Эстерсунд | Эстерсунд | Эстерсунд | Хохфильцен | Хохфильцен | Хохфильцен | Поклюка | Поклюка | Поклюка | Оберхоф | Оберхоф | Оберхоф | Рупольдинг | Рупольдинг | Рупольдинг | Антхольц | Антхольц | Антхольц | Нове Место | Нове Место | Нове Место | Нове Место | Холменколлен | Холменколлен | Холменколлен | ЧМ Контиолахти | ЧМ Контиолахти | ЧМ Контиолахти | ЧМ Контиолахти | ЧМ Контиолахти | ЧМ Контиолахти | Ханты-Мансийск | Ханты-Мансийск | Ханты-Мансийск |
| Очков           | Место           | См        | Инд       | Спр       | Пр        | Спр        | Эст        | Пр         | Спр     | Пр      | МС      | Эст     | Спр     | МС      | Эст        | Спр        | МС         | Спр      | Пр       | Эст      | Сусм       | См         | Спр        | Пр         | Инд          | Спр          | Эст          | См             | Спр            | Пр             | Инд            | Эст            | МС             | Спр            | Пр             | МС             |
| 31              | 70              | —         | —         | —         | —         | —          | —          | —          | —       | —       | —       | —       | —       | —       | —          | 32         | —          | 34       | 30       | —        | —          | —          | 64         | —          | 37           | —            | —            | —              | —              | —              | —              | —              | —              | —              | —              | —              |